# Crotalaria mahafalensis
Crotalaria mahafalensis är en ärtväxtart som beskrevs av René Viguier. Crotalaria mahafalensis ingår i släktet sunnhampor, och familjen ärtväxter. IUCN kategoriserar arten globalt som livskraftig. Inga underarter finns listade i Catalogue of Life.